# Weronika Baszak
Weronika Baszak (* 21. September 2002 in Breslau) ist eine  polnische Tennisspielerin.

## Karriere
Baszak begann mit vier Jahren das Tennisspielen und bevorzugt Hartplätze. Sie spielt bislang vor allem Turniere der ITF Women’s World Tennis Tour, wo sie bisher zwei Turniere im Doppel gewann.
Bei den Wimbledon Championships 2019 erreichte sie als Qualifikantin das Hauptfeld im Wimbledon Championships 2019/Juniorinneneinzel sowie das Achtelfinale im Juniorinnendoppel mit ihrer Partnerin Martyna Kubka.
Bei den Australian Open 2020 erreichte sie mit Partnerin Back Da-yeon ebenfalls das Achtelfinale im Juniorinnendoppel sowie das Finale im Juniorinneneinzel, das sie nur knapp in drei Sätzen mit 7:5, 2:6 und 2:6 gegen Victoria Jiménez Kasintseva verlor. Bei den Juniorinnenwettbewerben der French Open 2020 schied sie dagegen als gesetzte Spielerin sowohl im Juniorinneneinzel als auch im Juniorinnendoppel bereits jeweils in der ersten Runde aus.

## Turniersiege

### Doppel
| Nr. | Datum           | Turnier   | Kategorie | Belag             | Partnerin             | Finalgegnerinnen                    | Ergebnis         |
| --- | --------------- | --------- | --------- | ----------------- | --------------------- | ----------------------------------- | ---------------- |
| 1.  | 6. Februar 2021 | Shymkent  | ITF W15   | Hartplatz (Halle) | Anastassija Tichonowa | Darja Mischina Noel Saidenowa       | 6:2, 3:6, [10:6] |
| 2.  | 12. Mai 2023    | Vierumäki | ITF W15   | Hartplatz         | Anet Koskel           | Carlotta Moccia Giulia Sophy Stefan | 6:1, 6:0         |